# إيزابيل غالاغير
إيزابيل غالاغير (بالفرنسية: Isabelle Gallagher) هي أستاذة جامعة ‏ ورياضياتية فرنسية، ولدت في 27 أكتوبر 1973 في كاجنيس سور مير في فرنسا.